# Гай-Мошенка
Га́й-Мо́шенка —  село в Україні, у Чернеччинській сільській громаді Охтирського району Сумської області. Населення становить 144 особи. Колишній орган місцевого самоврядування — Кардашівська сільська рада.

## Географія
Село Гай-Мошенка розташоване на березі річки Кринична, яка через 4 км впадає в річку Ворскла. Вище за течією на відстані 1 км розташоване село Кардашівка. На відстані 1 км знаходиться село Михайленкове. До села примикають великі лісові масиви (сосна).

## Історія
12 червня 2020 року, відповідно до розпорядження Кабінету Міністрів України № 723-р «Про визначення адміністративних центрів та затвердження територій територіальних громад Сумської області», село увійшло до складу Черниччинської сільської громади.
19 липня 2020 року, в результаті адміністративно-територіальної реформи та ліквідації Охтирського району(1923-2020), село увійшло до складу новоутвореного Охтирського району.

## Населення

### Мова
Розподіл населення за рідною мовою за даними перепису 2001 року:
| Мова       | Кількість | Відсоток |
| ---------- | --------- | -------- |
| українська | 143       | 99.31%   |
| російська  | 1         | 0.69%    |
| Усього     | 144       | 100%     |

## Відомі люди
Грідін Олександр В’ячеславович — український військовик, учасник російсько-української війни.